# Kisaura pelag
Kisaura pelag is een schietmot uit de familie Philopotamidae. De soort komt voor in het Oriëntaals gebied.